# Bataille de Brice's Crossroads
Guerre de Sécession
Batailles
Défense du Mississippi de Forrest
- Yazoo City
- Brice's Crossroads
- Tupelo
- 2e Memphis

La bataille de Brice's Crossroad, aussi appelée bataille de Tishomingo Creek et bataille de Guntown, s'est déroulée le vendredi 10 juin 1864, à proximité de Baldwyn, Mississippi, faisant alors partie des États confédérés d'Amérique. Une expédition fédérale à partir de Memphis, Tennessee, de 4 800 fantassins et 3 300 cavaliers, sous le commandement du brigadier général Samuel Sturgis, est battue par une force confédérée de 3 500 cavaliers sous le commandement du major général Nathan Forrest. La bataille est une victoire pour les Confédérés. Forrest inflige de lourdes pertes à la force fédérale et capture plus de 1 600 prisonniers de guerre, 18 pièces d'artillerie, et des wagons chargés de fournitures. Une fois que Sturgis atteint Memphis, il demande à être relevé de son commandement.

## Contexte
En mars 1864, le lieutenant général Ulysses Grant, nouvellement nommé général en chef des armées des États-Unis, et son plus fidèle subordonné, le major général William Sherman, prévoient une nouvelle stratégie coordonnée de paralyser la Confédération et gagner la guerre. Grant brisera l'armée du général Robert Lee en Virginie et en face de Richmond. Dans le même temps, Sherman détruira l'autre force principale confédérée, l'armée du Tennessee, et capturera la ville clé d'Atlanta. S'appelant elle-même la « ville d'entrée du Sud », Atlanta est la porte dérobée stratégique pour les États confédérés. C'est l'arsenal le plus productif du Sud après Richmond et un nœud  crucial de transport : quatre chemins de fer rayonnant à partir de la ville ravitaillent les forces confédérées.

## Prélude
Sherman commence sa campagne d'Atlanta au cours de la première semaine de mai, se déplaçant lentement vers le sud lors d'affrontements avec les forces confédérées sous les ordres du général Joseph Johnston, un excellent défenseur. Johnston demande des renforts, y compris le lieutenant-général Leonidas Polk et deux divisions de son armée du Mississippi, qui à son tour laisse le major général Stephen Lee au commandement de toutes les autres forces confédérées au sein du département de l'Alabama, du Mississippi, et de l'est de la Louisiane de Polk. Lee prend en charge le département, mais à bon escient donne à Forrest l'autorité d'agir de façon indépendante dans la partie nord du Mississippi et le Tennessee.
Durant les quatre mois de la campagne d'Atlanta, l'armée fédérale avance de façon constante, mais dans le processus étend ses lignes d'approvisionnement qui s'étendent jusqu'à Nashville. À mesure que la campagne progresse, Sherman s'inquiète de plus en plus que Forrest, l'effronté, puisse avancer sa force de cavalerie confédérée du Mississippi du nord vers le Middle Tennessee, frapper les lignes de ravitaillement, et peut-être mettre en péril tout l'effort fédéral. En conséquence, Sherman à la fin de mai ordonne à Sturgis de sortir de Memphis et d'entrer dans le Mississippi du nord avec une force de plus de 8 000 hommes. Sturgis a pour mission de maintenir Forrest occupé et, si possible, de détruire la force de cavalerie confédérée que Forrest commande. Les ordres de Sherman à Sturgis arrivent juste à temps, alors que la cavalerie de Forrest vient juste de quitter le Middle Tennessee et est forcée de retourner au Mississippi pour défendre une fois de plus la partie nord de l'État. L'expédition fédérale sort de Memphis le 1 juin. Sturgis prend grand soin de dissimuler ses mouvements, mais on s'attend généralement à ce qu'il « passe par Corinth, Mississippi, par le chemin de Salem et de Ruckersville, capture de toute force que puisse s'y trouver, puis passe au sud, détruisant le chemin de fer de Mobile et de l'Ohio à Tupelo et Okolona, et aussi loin que possible vers Macon et Columbus ».

## Les forces en présence

### Nordistes

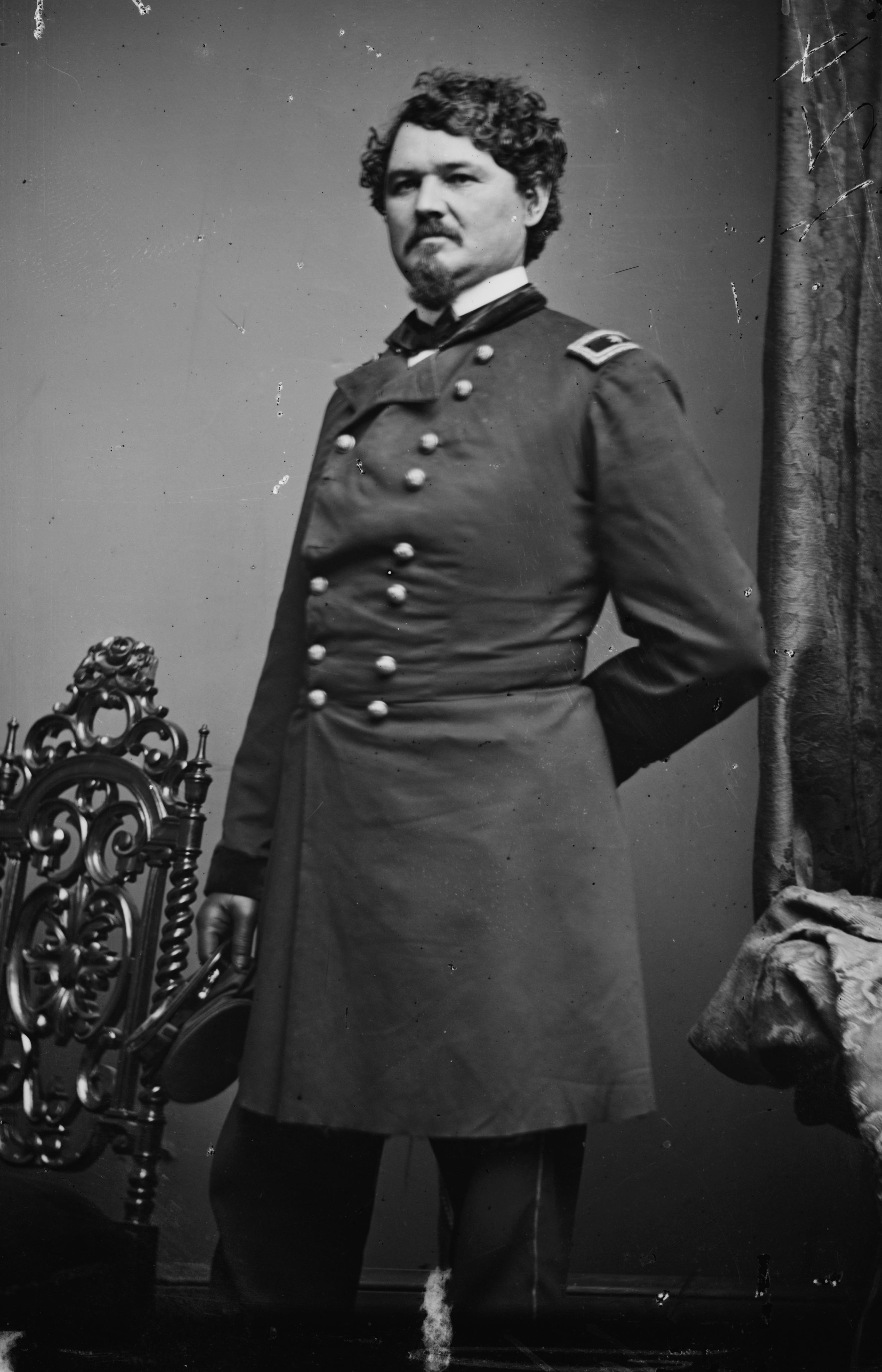
Le Brigadier General Sturgis

Le corps d'armée commandé par Sturgis se compose de deux divisions, l'une de cavalerie, l'autre d'infanterie. Il dispose aussi de plusieurs batteries d'artillerie et d'un train de ravitaillement de près de 250 chariots (emportant pour 18 jours de ravitaillement en vivres et munitions).
- Division Grierson (cavalerie)[5],[6]
  - Brigade Waring
    - 3e Illinois
    - 9e Illinois
    - 7e Indiana
    - 2e New-Jersey
    - 4e Missouri

  - Brigade Winslow
    - 3e Iowa
    - 4e Iowa
    - 10e Missouri
    - 7e Illinois
- Division McMillen (infanterie)[5],[6]
  - Brigade Wilkin
    - 9e Minnesota
    - 93e Indiana
    - 114e Illinois
    - 72e Ohio
    - 95e Ohio

  - Brigade Hoge
    - 81e Illinois
    - 108e Illinois
    - 113e Illinois
    - 120e Illinois
    - 95e Illinois

  - Brigade Bouton
    - 55e USCT[note 1]
    - 59e USCT
- Artillerie[5],[6]
  - Batterie E du 1er Illinois, 4 pièces.
  - Batterie B du 2e Illinois, 4 pièces.
  - Batterie du 14e Indiana
  - Section du 6e Indiana, 2 pièces.
  - Section du 7e Wisconsin, 2 pièces rayées de 6 livres.
  - Batterie F du 2e USCA[note 2], 2 pièces d'artillerie légère[7].
  - Le 4e Missouri dispose aussi de 4 obusiers de montagne.

### Sudistes

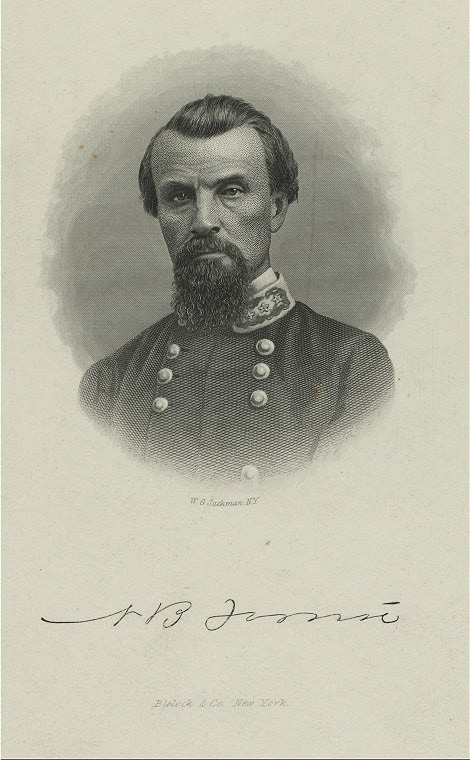
Nathan B. Forrest

Le corps de cavalerie commandé par Forrest se compose d'une division de cavalerie et d'une autre brigade de cavalerie. Ces unités combattent comme de l'infanterie montée, se déplaçant à cheval et combattant à pied. Il dispose de 2 batteries d'artillerie. Son train de ravitaillement est placé plus à l'est, hors de la zone des futurs combats.
- Division Buford[8],[9]
  - Brigade Bell
    - 16e Tennessee
    - 19e Tennessee
    - 20e Tennessee

  - Brigade Lyon (800 hommes)[10]
    - 3e Kentucky
    - 7e Kentucky
    - 8e Kentucky
    - 12e Kentucky
- Brigade Rucker
  - 7e Tennessee
  - 8e Mississippi
  - 18e Mississippi

- Brigade Johnson[8],[9]
  - 4e Alabama
  - Régiment Moreland, Alabama
  - Bataillon Warren, Alabama
  - Bataillon William, Alabama
- Artillerie[8],[9],[note 3]
  - Batterie Morton, 4 pièces
  - Batterie Rice, 4 pièces

## Facteurs tactiques
Un certain nombre de facteurs tactiques sont à prendre en compte pour bien comprendre le déroulement du combat.
En ce qui concerne le terrain.
Le terrain est essentiellement boisé, avec des taillis. Il y a peu d'emplacements offrant une possibilité de déploiement de grandes unités. Les routes sont étroites et les bois qui les bordent interdisent de ne pas les utiliser.
En ce qui concerne la météo.
Si le 10 juin voit un temps ensoleillé et très chaud, les jours précédents ont été très pluvieux et les routes sont très boueuses, gênant le passage des troupes.
En ce qui concerne les adversaires.
Les sudistes n'alignent que des troupes montées. Ces troupes combattent à pied, à l'image des dragons des guerres européennes. En revanche, les nordistes alignent des troupes à cheval et des troupes à pied.
L'artillerie sudiste est aussi montée. Une batterie sudiste comporte, normalement, 4 pièces d'artillerie. Une batterie nordiste comporte, normalement, six pièces. Celles de Sturgis ne sont pas des batteries d'artillerie montée ; cela veut dire que les artilleurs se déplacent à pied, éventuellement sur les caissons.
Si les cavaliers nordistes sont équipés de sabres et, pour certains, d'armes à répétition (comme le 2e New-Jersey, équipé de carabines Spencer, ou les 3e et 9e Illinois, équipés de carabines Colt), les cavaliers sudistes de Forrest ne disposent pas de sabres mais de carabines classiques. En revanche, chaque cavalier sudiste dispose de deux pistolets à six coups, du genre « colt navy » beaucoup plus adapté au combat à pied à courte distance.

## Bataille

Bataille de Brice's Crossroads, le 10 juin 1864.

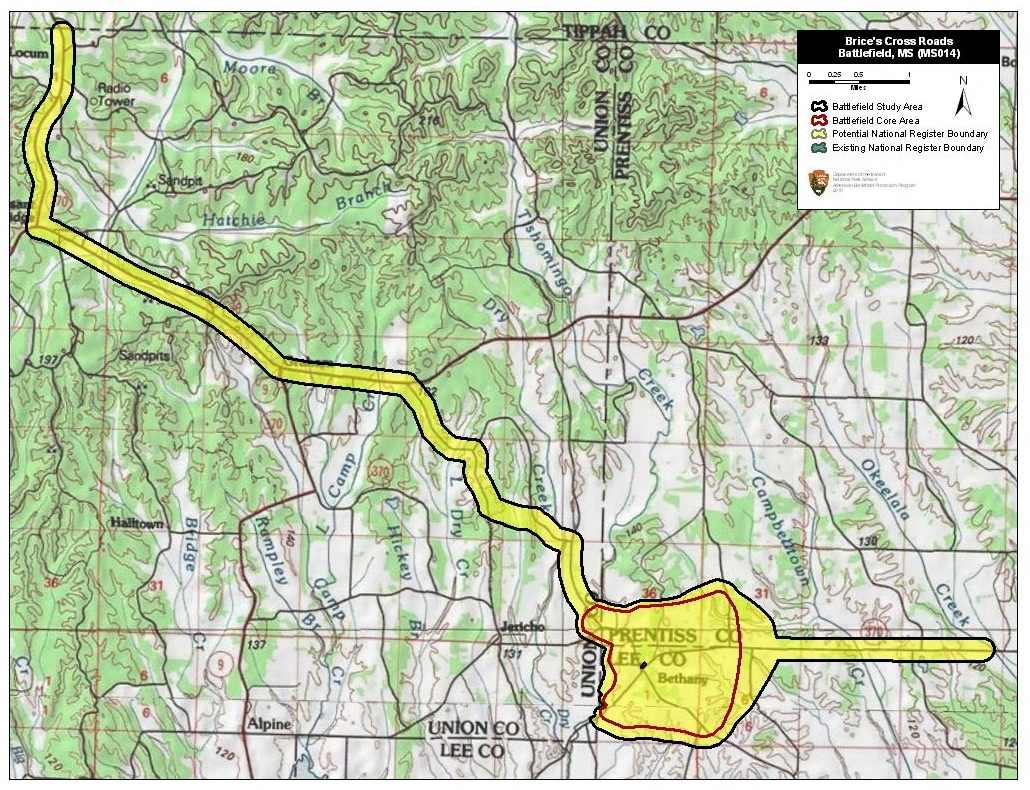
Carte du champ de bataille de Brice's Crossroads et zones d'étude par le programme de protection des champs de bataille américain.

Le 10 juin à 9 h 45, l'une des brigades de cavalerie de Grierson atteint le carrefour de routes poussiéreuses, nommées « Brice's Crossroads », d'après le nom de l'habitant le plus proche. La bataille débute à 10 h 30 du matin lorsque les confédérés s'opposent à l'avance des nordistes avec une de leurs brigades. Forrest ordonne au reste de sa cavalerie de converger sur le carrefour. Le reste de la cavalerie fédérale arrive en soutien, mais un assaut confédéré vigoureux les repousse à 11 h 30 du matin, alors que le reste du corps de cavalerie de Forrest (en) se présente sur les lieux. Grierson demande le soutien de l'infanterie et Sturgis y répond en faisant avancer ses troupes en marche forcée. La ligne tient jusqu'à 13 h 30, lorsque les premiers régiments d'infanterie nordistes arrivent.
La ligne fédérale, soutenue d'abord par l'infanterie, cherche à attaquer le flanc gauche confédéré, mais Forrest réplique en attaquant les deux flancs des forces nordistes, avant que le reste de l'infanterie fédérale ne puisse entrer en scène. Dans cette phase de la bataille, Forrest commande à son artillerie de campagne de se mettre en position, sans soutien, au plus près de la ligne fédérale, pour l’arroser de mitraille. Les dégâts massifs causés obligent le brigadier général Sturgis à reculer pour réorganiser sa ligne en un demi-cercle resserré autour de Brice's Crossroads, face à l'est.
À 15 h 30, le 2e de cavalerie du Tennessee (sudiste) tourne le dispositif nordiste par le nord et lance une charge contre le pont après avoir traversé le Tishomingo en amont. Bien que l'attaque soit repoussée, elle cause une confusion intense parmi les troupes fédérales, au point que Sturgis ordonne une retraite générale. Avec les hommes du Tennessee qui pressent toujours, la retraite des unités nordistes bloque à l'entrée du pont du Tishomingo, en partie bouché par un chariot retourné ; la retraite se transforme en déroute. Les forces de Sturgis fuient sauvagement à travers six comtés jusqu'à Memphis avant que les attaquants confédérés épuisés se retirent.

## Raisons de la défaite des troupes fédérales
Dans la correspondance avec le brigadier général Sturgis, le colonel Alex Wilkin, commandant du 9th Minnesota Infantry, énumère plusieurs raisons pour la perte de la bataille. Il déclare que le général Sturgis, sachant que ses hommes sont sous-ravitaillés, ayant moins de la moitié des rations, est réticent à avancer contre l'ennemi, mais le fait en dépit de son meilleur jugement, parce qu'il a reçu l'ordre de le faire. Quand la cavalerie engage l'ennemi, beaucoup d'infanterie reçoit l'ordre d'avancer à double pas pour soutenir la cavalerie. Dans leur état de faiblesse, beaucoup tombent dans la progression. Ceux qui arrivent sont épuisés au début de la bataille, tandis que les confédérés sont frais et bien nourris, en raison d'un ravitaillement important sur leur arrière.
Les routes vers Tupelo sont humides et glissantes en raison de six jours consécutifs de pluie, ce qui ralentit l'avancée des chariots de ravitaillement et de munitions. Plusieurs hommes doivent être détachés pour essayer de rendre les routes praticables. En outre, les chevaux tirant les trains sont mal nourris, car il y a peu de fourrage le long du chemin. Cela explique la prise de l'artillerie et des fournitures par le major général Forrest. Les renseignements favorisent le Sud, parce que les confédérés sont constamment informés sur la position et la force des fédéraux par des civils de la région, alors que le brigadier général Sturgis ne reçoit pas de renseignements. Ainsi informé, Forrest décide de rencontrer les fédéraux à un endroit où il peut tendre une embuscade à Sturgis et rendre sa retraite aussi difficile que possible. Cet endroit est proche de son dépôt d'approvisionnement, et très éloigné de celui de l'armée fédérale. Lors de la retraite, la nourriture et l'approvisionnement des troupes de Sturgis sont épuisés. De nombreux soldats fédéraux, à cause de la fatigue, sont incapables de battre en retraite. C'est pourquoi ils sont nombreux à être faits prisonniers lors de la bataille. Wilkin a démenti les rumeurs selon lesquelles Sturgis aurait été en état d'ébriété lors de la bataille.

## Mémoire
Le site historique national de Brice's Cross Roads construit en 1929, commémore la bataille de Brice's Crossroads et est considéré comme l'un des mieux conservés de la guerre de Sécession. Le service des parcs nationaux a construit et maintient des monuments et des panneaux d'interprétation sur une petite parcelle de 4 000 m2 (un acre) au carrefour. En 1994, des citoyens concernés ont organisé la commission du champ de bataille national de Brice's Crossroads, Inc. (BCNBC), afin de protéger et de préserver d'autres parcelles du champ de bataille. Avec l'aide de Civil War Trust et l'appui du gouvernement fédéral et des collectivités locales, BCNBC a acheté pour la préservation plus de 5,4 km2 (1 330 acres). Une grande partie de la terre a été achetée à la famille Agnew, qui détient encore une partie de la propriété qui est devenue le site du champ de bataille. L'église moderne presbytérienne de Béthanie se trouve sur le côté sud-est du carrefour. Au moment de la bataille, ce lieu de culte de cette congrégation était situé plus au sud, le long de la route de Baldwyn. Le cimetière de Bethany, jouxtant le monument du service des parcs nationaux, est antérieur à la guerre de Sécession. De nombreux premiers colons de la région y sont enterrés. Les tombes de plus de 90 soldats confédérés tués au carrefour sont également situées dans le cimetière de Béthanie. Les soldats fédéraux ont été enterrés dans des fosses communes, mais ont été plus tard ré-inhumés au cimetière national de Memphis.